# Йоган Гін
Йоган Гін (нід. Johan Hin, 3 січня 1899 — 29 червня 1957) — нідерландський яхтсмен.
Олімпійський чемпіон 1920 року в класі Дінгі 12 футів.